# Lehnübertragung

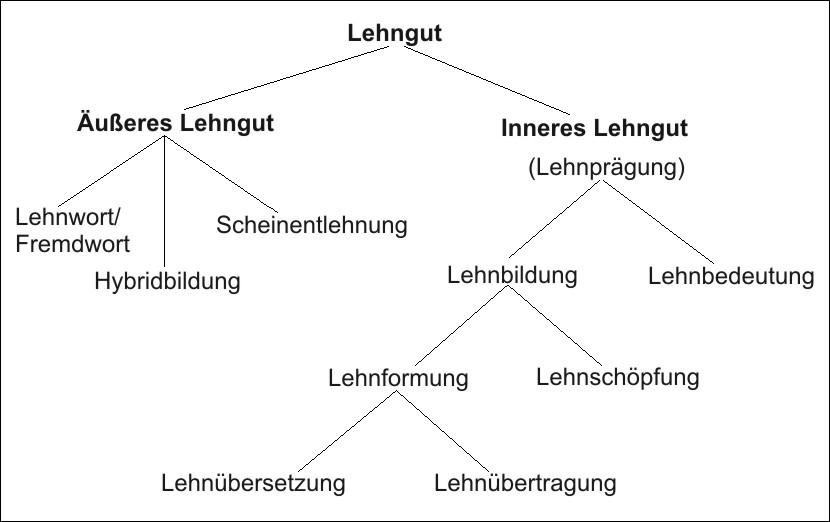
Formen der Entlehnung nach Werner Betz (1959)

Lehnübertragung ist ein 1974 von Werner Betz gebildeter Begriff zur Bezeichnung eines zusammengesetzten Begriffes, der ähnlich wie ein ebenfalls aus mehreren Einzelteilen bestehendes Fremdwort gebildet ist. Ein Beispiel ist das deutsche Wort Wolkenkratzer, das als Lehnübertragung aus dem englischen Wort skyscraper (wörtlich übersetzt „Himmelskratzer“) entstanden ist. Werden alle Teile des Fremdwortes wörtlich übersetzt, spricht man von einer Lehnübersetzung.
Der Begriff und die sonstige Betzsche Lehnwortterminologie wird vor allem in der Germanistik, der deutschsprachigen Romanistik und der Slawistik verwendet.